# Criorhina imitator
Criorhina imitator är en tvåvingeart som beskrevs av Enrico Adelelmo Brunetti 1915. Criorhina imitator ingår i släktet pälsblomflugor, och familjen blomflugor. Inga underarter finns listade i Catalogue of Life.